# Syzygium paradoxum
Syzygium paradoxum là một loài thực vật có hoa trong Họ Đào kim nương. Loài này được (Merr.) Masam. miêu tả khoa học đầu tiên năm 1942.